# Abstammungstheorie
Die Abstammungstheorie, auch Deszendenztheorie und Deszendenzlehre genannt, ist die naturwissenschaftliche Theorie, die besagt, dass alle Arten der Lebewesen (d. h. der zellulär aufgebauten Organismen) auf eine oder wenige Urformen als gemeinsamen Vorgänger zurückgehen, mit dem jedes Lebewesen in gerader Abstammungslinie verbunden ist.
Charles Darwin bezeichnete seine Evolutionstheorie selbst als Deszendenz-Theorie, da er sich zu Anfang nicht als „Evolutionist“ sah: Evolution galt zu seiner Zeit als Begriff für eine lineare „Höherentwicklung“ der Arten von primitiven Formen bis hin zum Menschen ohne eine gemeinsame Abstammungsgeschichte. Der bedeutendste Vertreter dieser Vorstellung war Jean-Baptiste de Lamarck. In Deutschland wurden für Darwins Theorie noch bis in die 1920er Jahre die Bezeichnungen Deszendenstheorie oder Abstammungslehre verwendet.
Nach der monophyletischen (griech.: einstämmigen) Abstammungslehre gehen alle Arten auf nur eine Urart zurück. Eine beliebige Menge irgendwelcher lebenden Organismen hat also stets nur einen jüngsten gemeinsamen Urvorfahr und eine aufeinanderfolgende Reihe weiterer gemeinsamer Vorfahren. Das gilt für alle lebenden und jemals existierenden Organismen auf der Erde.
Nach der polyphyletischen (griech.: mehrstämmigen) Abstammungslehre gehen alle gegenwärtigen Arten auf mehrere Grundstämme zurück.
Die Frage nach den Mechanismen hinter der Entstehung der Arten in diesem Prozess ist der Gegenstand der Evolutionstheorien. Die Frage nach der Herkunft des gemeinsamen Vorgängers wird in der Naturwissenschaft im Rahmen der chemischen Evolution erforscht.
Die Abstammungstheorie erklärt folgende wesentlichen Sachverhalte:
- Ähnlichkeiten zwischen Bauplänen verschiedener Tiere, die voneinander abstammen, z. B. die Ahnenreihe des Pferdes.
- rudimentäre Organe und Atavismen
- Brückenformen (Archaeopteryx, Quastenflosser)
- Fossilien ausgestorbener Arten
- Genetik (insbesondere die weitestgehende Universalität des genetischen Codes)
- Biochemie (Ähnlichkeit wichtiger Moleküle bei verwandten Tiergruppen z. B. Insulin, Hämoglobin)
- Entwicklungsbiologie, möglicher Zusammenhang zwischen Ontogenese und Phylogenese

Eine statistische Untersuchung aus dem Jahr 2010 hat ergeben, dass das Leben sehr wahrscheinlich von einer einzigen Urart abstammt. Ein einziger gemeinsamer Vorfahr ist danach 102.860 mal wahrscheinlicher als mehrere.
Einige Indizien für diese Annahme sind neben der genannten starken Universalität des genetischen Codes die sonst unerklärliche Ähnlichkeit der membrangebundenen ATPasen (verantwortlich für das Verfügbarmachen von Energie in der Zelle) über alle drei Domänen des Lebens hinweg, sowie die Erkenntnis, dass Archaeen (wie Halobacterium salinarum) die gleichen Mechanismen zur Erhaltung der Zellgröße benutzen wie Bakterien (z. B. Escherichia coli) und Eukaryonten (wie z. B. Hefen), d. h. dass die Zellteilungsstrategie in allen drei Domänen des Lebens offenbar gleich ist.
Die Fähigkeit primitiver Lebewesen zum horizontalen (lateralen) Gentransfer eröffnet die Möglichkeit, dass anstelle eines einzigen universellen Ahns eine Gemeinschaft primitiver Einzeller tritt, die sich jedoch untereinander im stetigen Genaustausch befanden (Common ancestral community), und daher aus heutiger Sicht als eine Einheit (Species) erscheinen. Zu Beginn des Lebens musste der vertikale Gentransfer (Vererbung) erst erfunden werden (siehe RNA-Welt-Hypothese), während der horizontale Genaustausch bei noch unvollständiger Separation der Zellen am Anfang stand.

## Viren
Im Unterschied zu den zellulär aufgebauten Organismen wird nicht von einer monophyletischen Abstammung aller Viren-Arten ausgegangen, allenfalls innerhalb der einzelnen Virus-Realms.
Im Gegensatz zu den drei Domänen der zellulären Organismen – Archaeen, Bakterien und Eukaryoten, die einen gemeinsamen Vorfahren haben, haben die Virus-Realms im Allgemeinen keine genetische Beziehung zueinander, die auf gemeinsamer Abstammung beruht.
Die Realms fassen Viren auf der Grundlage hochkonservierter Merkmale zusammen, und nicht auf der Grundlage gemeinsamer Abstammung, wie sie als Grundlage für die Taxonomie des zellulären Lebens dient.
Daher stammen selbst Viren innerhalb der einzelnen Realms nicht notwendigerweise von einem einzelnen gemeinsamen Vorfahren ab.